# Voiture modernisée Ouest à deux essieux

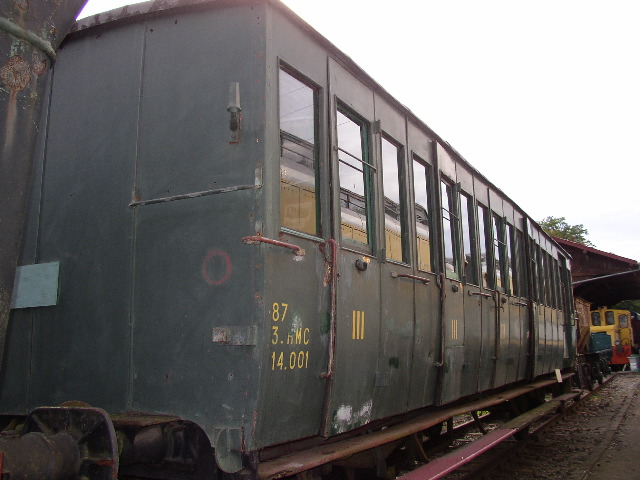
Voiture État d'origine du type qui a fait l'objet de la modernisation.

Les voitures modernisée Ouest à deux essieux proviennent de la modernisation de 1950 à 1961 de 488 anciennes voitures du type État datant de 1902 à 1927.

## Description
La modernisation consiste à remplacer les anciennes caisses en bois à portières latérales multiples par une caisse métallique neuve avec un accès par face latérale. Le compartiment central a été transformé en une plateforme d'accès dotée d'un cabinet de toilette. Les autres compartiments, en partie ouverts, sont desservis par un couloir latéral.
Cette modernisation présente les caractéristiques suivantes :
- Châssis conservé,
- Caisse métallique neuve avec un accès par face,
- Toiture d'origine en bois conservée,
- Intérieurs conservés[réf. nécessaire].
- toilettes accolées à la plateforme d'accès

On en distingue 2 types de voiture selon le diagramme d'aménagement :
- 458 B6t de seconde classe ;
- 30 B3Dt mixtes fourgon.

Elles ont circulé en service omnibus sur les régions Est et Ouest de la SNCF.
Elles ont été retirées du service de 1965 à 1970.